# Wassy
Wassy hay Wassy-sur-Blaise là một xã thuộc tỉnh Haute-Marne trong vùng Grand Est đông bắc nước Pháp. Xã này nằm ở khu vực có độ cao trung bình 172 mét trên mực nước biển.
Sông Blaise chảy qua thị trấn. Dân số năm 1999 là 3294 người.